# Phellinus rhytiphloeus
Phellinus rhytiphloeus är en svampart som först beskrevs av Jean François Montagne, och fick sitt nu gällande namn av Leif Ryvarden 1980. Phellinus rhytiphloeus ingår i släktet Phellinus och familjen Hymenochaetaceae.   Inga underarter finns listade i Catalogue of Life.